# Gain-bandwidth product

Att införa negativ återkoppling ökar förstärkarens frekvensområde, men minskar dess förstärkning.

GBW eller gain-bandwidth product är produkten av bandbredd och förstärkning, som beräknas genom att multiplicera förstärkarens bandbredd och förstärkningen vid vilken bandbredden mäts.
För enheter som operationsförstärkare som är konstruerade för att ha ett enkelt enpoligt frekvenssvar, är förstärknings-bandbreddsprodukten nästan oberoende av förstärkningen vid vilken den mäts. I sådana enheter kommer förstärknings-bandbreddsprodukten också att vara lika med enhetsförstärkningens bandbredd för förstärkaren (bandbredden inom vilken förstärkarens förstärkning är minst 1). För en förstärkare där negativ återkoppling minskar förstärkningen till under förstärkningen med öppen slinga, kommer förstärknings-bandbreddsprodukten för förstärkaren med sluten slinga att vara ungefär lika med den för förstärkaren med öppen slinga. Parametern som kännetecknar frekvensberoendet för operationsförstärkarens förstärkning är produkten med ändlig förstärkning-bandbredd (GB).

## Relevans för konstruktionen
Denna kvantitet är vanligen specificerad för operationsförstärkare och tillåter kretskonstruktörer att bestämma den maximala förstärkningen som kan erhållas från enheten för en given frekvens (eller bandbredd) och vice versa.
När man lägger till LC-kretsar till ingången och utgången på en förstärkare ökar förstärkningen och bandbredden minskar, men produkten är generellt sett begränsad av förstärknings-bandbreddsprodukten.

### Exempel
Om GBWP för en operationsförstärkare är 1 MHz betyder det att enhetens förstärkning faller till enhet vid 1 MHz. Därför, när enheten är kopplad för enhetsförstärkning, kommer den att fungera upp till 1 MHz (GBWP = gain × bandbredd, därför om BW = 1 MHz, då gain = 1) utan att förvränga signalen för mycket. Samma enhet när den är kopplad för en förstärkning på 10 fungerar endast upp till 100 kHz, i enlighet med GBW-produktformeln. Vidare, om den maximala driftfrekvensen är 1 Hz, är den maximala förstärkningen som kan uppnås med enheten 1×106.
Man kan också analytiskt visa att för frekvenser ω≫ωc är GBWP konstant och låta {\displaystyle A_{1}(\omega )} vara en första ordningens överföringsfunktion som ges av:
{\displaystyle A_{1}(\omega )={\frac {H_{0}}{\sqrt {1+{{\left({\frac {\omega }{\omega _{c}}}\right)}^{2}}}}}}
så ka man visa att:
{\displaystyle {\mathit {GBWP}}_{\omega \gg {\omega _{c}}}={A_{1}}(\omega )\cdot \omega \approx \mathrm {const.} }
Bevis: Man utökar {\displaystyle A_{1}} med hjällp av Taylorserien och behåll konstanten och första termen för att få:
{\displaystyle {\mathit {GBWP}}={A_{1}}(\omega )\cdot \omega ={\frac {H_{0}}{\sqrt {1+{{\left({\frac {\omega }{\omega _{c}}}\right)}^{2}}}}}\cdot \omega \simeq {\frac {H_{0}}{\sqrt {{\left({\frac {\omega }{\omega _{c}}}\right)}^{2}}}}{\left(\omega -{\frac {\omega _{c}^{2}}{2\omega }}\right)}={H_{0}}\cdot {\omega _{c}}\left(1-{\frac {\omega _{c}^{2}}{2\omega ^{2}}}\right)=\mathrm {const.} }
Exempelvis för {\displaystyle \omega =5\cdot \omega _{c}}
{\displaystyle {\mathit {GBWP}}\ ={\frac {H_{0}}{\sqrt {\frac {\omega _{c}^{2}+25{\omega _{c}}^{2}}{\omega _{c}^{2}}}}}\cdot 5{\omega _{c}}={\frac {5}{\sqrt {26}}}{H_{0}}\cdot {\omega _{c}}=0.98\cdot {H_{0}}\cdot {\omega _{c}}}
Observera att felet i det här fallet är bara cirka 2 procent, för den konstanta termen och med den andra termen, {\displaystyle \left(1-{\frac {\omega _{c}^{2}}{2\omega ^{2}}}\right)}, sjunker felet till 0,06 procent.

## Transistorer
För transistorer är strömförstärknings-bandbreddsprodukten känd som fT eller övergångsfrekvens. Den beräknas från den lågfrekventa (några kilohertz) strömförstärkningen under specificerade testförhållanden och gränsfrekvensen vid vilken strömförstärkningen sjunker med 3 decibel (70 procent amplitud). Produkten av dessa två värden kan ses som den frekvens vid vilken strömförstärkningen skulle sjunka till 1 och transistorströmförstärkningen mellan gräns- och övergångsfrekvensen kan uppskattas genom att dividera fT med frekvensen. Vanligtvis måste transistorer användas vid frekvenser långt under fT för att vara användbara som förstärkare och oscillatorer. I en bipolär kopplingstransistor avtar frekvenssvaret på grund av kopplingarnas interna kapacitans. Övergångsfrekvensen varierar med kollektorströmmen, når ett maximum för ett visst värde och minskar för större eller mindre kollektorström.